# Gemeente van Apostolische Christenen
De Gemeente van Apostolische Christenen is een chiliastisch kerkgenootschap, dat in Nederland ontstaan is door excommunicatie van een aantal districtsapostelen in Hersteld Apostolische Zendingkerk in de Eenheid der Apostelen (HAZEA - de latere Nieuw-apostolische kerk). Deze excommunicatie vond plaats wegens protesten tegen de zogenaamde 'stamapostelboodschap' van J.G. Bischoff.

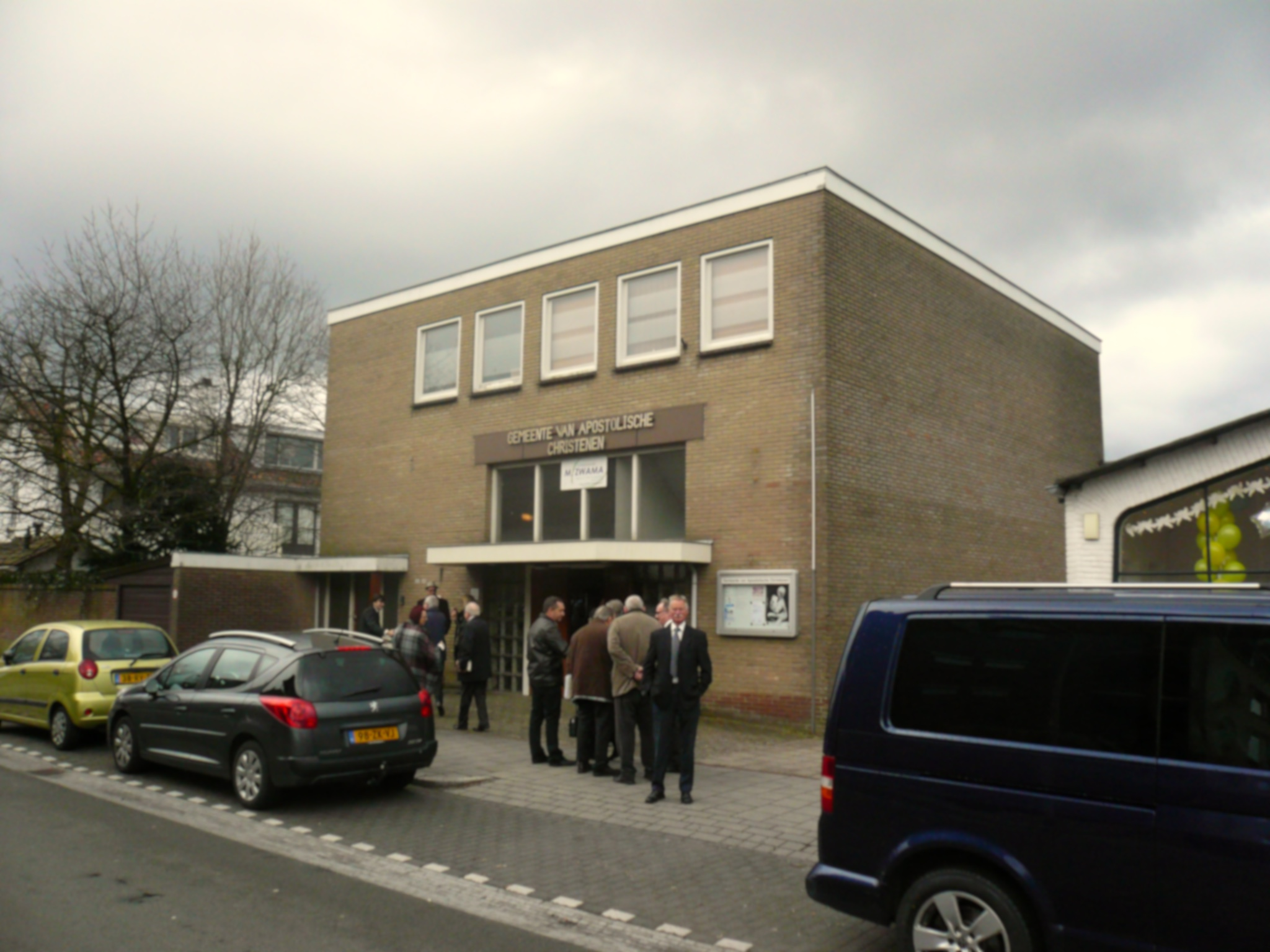
GvaC Gemeente Zeist

## Ontstaan
Vanaf 1950 begon de nieuwapostolische stamapostel J.G. Bischoff te verkondigen, dat hij niet zou sterven, omdat Jezus voor die tijd zou wederkomen. Ongeloof in 'de boodschap' zou leiden tot de eeuwige dood. De boodschap moest elke zondag van de kansel klinken, op straffe van excommunicatie. In Duitsland leidde dit tot de stichting van de Apostolische Gemeinschaft. In de Nederlandse HAZEA was apostel Kamphuis terughoudend in de verkondiging van de stamapostelboodschap, zodat zich een ontevreden deel zich van de HAZEA afscheidde. Zij werden voorlopig vanuit Duitsland geleid als de Neu Apostolische Gemeinde, waar de boodschap streng gehandhaafd werd. Kamphuis trad in 1954 terug. Nadat J.G. Bischoff toch stierf in 1960, werd in de Nieuw-apostolische Kerk verklaard dat God Zijn plan kennelijk gewijzigd had.
In Nederland verzamelden uitgezette HAZG'ers zich in 1958 onder de apostelen Kamphuis en Smit (tot dan toe voorganger van de in 1925 opgerichte Hersteld Evangelische Apostolische Gemeente) in de Apostolische Geloofsgemeenschap die sinds 1980 Gemeente van Apostolische Christenen genoemd wordt.

## Leiding, leer en gemeenten
De kerkelijke leer wordt door het apostelcollege vastgesteld. Centraal staat Jezus Christus, de gekruisigde en opgestane Zoon Gods. De verkondiging is gericht op de geestelijke vernieuwing van de mens, zodat het rijk Gods nu reeds in zijn levenshouding zichtbaar wordt, en op de eenheid met alle oprechte christenen. Naast de sacramenten van doop en avondmaal, kent men ook de verzegeling (vergelijkbaar met het katholieke vormsel).
De gemeenten worden geleid door onbezoldigde dienaren (opziener, oudste, evangelist, herder, priester en diaken), die door een apostel worden aangesteld. In april 2005 werd te Enkhuizen voor het eerst een vrouwelijke diaken benoemd (dus gelijk aan het mannelijke ambt en niet vergelijkbaar met een vroegere diacones zoals die in de Katholiek Apostolische Kerk voorkwam). Op 29 juli 2007 werd deze diaken, Ineke Ras, door de apostel in het priesterlijke ambt gezet. Zij was daarmee de eerste vrouwelijke priester in de VAG.
Het profetenambt wordt wel als Bijbels erkend, maar is in de gehele Vereniging van Apostolische Gemeenten niet aanwezig. Men stelt dat dit ambt alleen door een bijzondere, ondubbelzinnige openbaring van God weer functioneel zou kunnen worden. In geen geval kan het door mensen, ook niet door dragers van een bediening, worden ingesteld. Voor het eventuele ambt van profeet is in de statuten van 1980 officieel een opening geschapen.
In 2001 werd door het apostelcollege vastgesteld dat men op Bijbelse gronden niet kan overgaan tot het inzegenen van verbintenissen tussen paren van het hetzelfde geslacht. 
Nadat in 1965 apostel Kamphuis in de rust trad en Smit was overleden, werden ze opgevolgd door apostel J.F. Kröner. Vanaf 1975 waren achtereenvolgens Chr. Boermeester en J.F. Kröner jr. (1987-1997) apostel voor Nederland. Op 18 maart 2012 is apostel J.T. den Haan in de rust gegaan. De herder Bert Wolthuis ontving in deze zelfde dienst het ambt van opziener en nam zo de leiding van de Gemeente van Apostolische Christenen op zich (2012-2018).   in 2018 is opziener Wolthuis in de rust gegaan.  Oudste Bonsema heeft de leiding overgenomen en is op 23 april 2023 in de rust gegaan (2018-2023) en heeft in dezelfde dienst evangelist Remco Regtuit het ambt van opziener ontvangen van apostel Ulrich Hykes en nam zo de leiding op zich.
In Nederland zijn er vijf (vooral kleine) gemeenten, te weten in Amsterdam, Apeldoorn, Assen, Zwijndrecht en Zeist  (de gemeenten in Apeldoorn en Zeist hebben een eigen kerkgebouw). De GvAC in Nederland telt 88 actieve leden (2025). Periodiek is de Bazuin Sions onder de eindredactie van herder Yolanda Kröner.

## Samenwerking en contacten
Zowel de Gemeente van Apostolische Christenen als soortgelijke gemeenschappen in onder meer Zwitserland en Duitsland, hebben zich aangesloten bij de in 1956 opgerichte Vereinigung Apostolischer Christen des In- und Auslands die ongeveer 20.000 leden telt en tegenwoordig bekendstaat als de Vereniging van Apostolische Gemeenten. Verder werden er tot eind 2007 contacten onderhouden met de Nieuw-apostolische kerk in Nederland. Enkele gemeentes van de GvaC zijn leden in de lokale Raad van Kerken en er is een oecumenische samenwerking met andere christelijke kerken.